# Biggles: Modré nebezpečí
Biggles: Modré nebezpečí (v originále The Black Peril, v pozdějších vydáních Biggles and The Black Peril), je dobrodružná kniha spisovatele W. E. Johnse, jež byla poprvé vydána roku 1935. Jde o šestou knihu o Bigglesovi. Dějově se jedná o třetí knihu z meziválečného období, celkově o 12. knihu. V knize se poprvé objevuje jedna z hlavních postav série, Ginger Hebblethwaite.
Kniha vycházela pod názvem Winged Menace od února do dubna 1935 na 10 pokračování v časopise The Modern Boy. Knižně vyšla v březnu téhož roku.
V češtině vyšla v roce 1939 a poté znovu 1994 v nakladatelství Toužimský & Moravec.
V pozdějších anglických vydáních z 50. a 60. let pod názvem Biggles and The Black Peril byl text dodatečně upraven, pravděpodobně kvůli snaze přiblížit jej současným čtenářům. Byly odstraněny zmínky o konkrétních typech letadel i zmiňovaný rok 1934. Také byl zaměněn původ letadel z německého na ruský.

## Děj
Biggles a Algy jsou na výletě letadlem. Kvůli mlze musejí přistát. Poblíž přistane neznámé letadlo a Biggles, který se jde podívat, je nešťastnou náhodou uvězněn na jeho palubě. Když letadlo přistane poblíž Newcastlu, Biggles z něj uteče, ale zraní se. Pomůže mu mladík Ginger, který se zde potuluje. Biggles je zajat, ale Ginger a jím přivolaný Algy mu pomůžou k útěku.
Oficiální místa nevědí nic o žádné letecké operaci v dané oblasti. Biggles, Algy, Smyth a Ginger se střetnou s pilotem neznámého letadla, Černovousem. Biggles a Ginger se dostanou až na jeho základnu na baltském pobřeží Ruska. Zde je Biggles zajat, ale osvobodí jej Ginger a poté prchnou i s tajnými dokumenty. Na cestě do Švédska jim dojde palivo, ale Černovous je v mlze nenajde. Když se dostanou až na pobřeží, setkají se Biggles, Algy a Smyth v restauraci s Černovousem. Pohotový Ginger však zavolá na Bigglese policii s tím že „tento pán mi ukradl peněženku“. Na policejní stanici se vše vysvětlí a přátelé se i s dokumenty dostanou na britskou ambasádu. Při návratu do Británie je opět pronásleduje Černovous, ale v tom se objeví letadla RAF a hrdinové jsou zachráněni.
Za finanční odměnu, kterou dostanou za tajné dokumenty, umožní Biggles a Algy Gingerovi vyučit se na leteckého mechanika a pilota.

## Postavy
- Biggles
- Algy
- Ginger
- Smyth
- Černovous